# يان زوارتكرويس
جان زوارتكرويس، من مواليد 18 فبراير 1926، مدرب كرة قدم هولندي سابق.
درب منتخب هولندا لكرة القدم من 1978 وحتى عام 1981.

## روابط خارجية
- يان زوارتكرويس على موقع قاعدة بيانات كرة القدم.إي يو (الإنجليزية)
- يان زوارتكرويس على موقع ناشيونال فوتبول تيمز (الإنجليزية)
- يان زوارتكرويس على موقع عالم كرة القدم.نت (الإنجليزية)